# Roberto Lawley
Roberto Massimo Lawley (Firenze, 20 ottobre 1818 – Calcinaia, 9 luglio 1881) è stato un naturalista e paleontologo italiano, attivo nella seconda metà del 1800, ma ben poco è conosciuto sulla sua vita e sulle sue attività.
Ciò nonostante, questo fervente naturalista toscano diede alla conoscenza scientifica della paleontologia italiana (ed in particolare degli squali fossili) un grande contributo, attraverso i suoi vari studi e monografie che sono ancora oggi citati nella bibliografia scientifica. Purtroppo alla sua morte la maggior parte dei reperti fossili da lui raccolti in anni di ricerche e catalogati nella famosa "Collezione Lawley" andò persa per sempre e solo una minima parte è oggi visibile presso i principali musei di scienze naturali e di paleontologia d'Italia.

## Biografia
La principale fonte bibliografica su questo naturalista toscano ci viene fornita da Camillo Gentiluomo, amico e collega di Lawley, al quale dedicò una Commemorazione sul Bullettino della Società Malacologica Italiana, dal quaderno scientifico edito dal Museo geopaleontologico GAMPS e da una pubblicazione sulla sua bibliografia scientifica.

### Studi scientifici
Nel 1857, Roberto Lawley, uomo di nobili natali che fino alla soglia dei 40 anni si era dedicato con ardore agli studi rurali e artistici, decise di estendere il suo campo di interesse anche agli studi scientifici. A quel tempo le ricerche sul territorio erano più semplici dato che paesi e coltivazioni erano meno estesi; perciò la vastità degli affioramenti fossiliferi permetteva di recuperare materiale in gran parte ignorato o sconosciuto. I resti fossili degli antichi abitanti marini non destavano interesse, se non in coloro che avevano intrapreso lo studio delle creature del passato. I naturalisti dell'epoca non erano molti e questi studiosi, in gran parte benestanti, godevano del favore dei contadini che segnalavano o vendevano reperti a questi signori, padri della paleontologia moderna. Si racconta che Roberto Lawley avesse una squadra di ragazzini istruiti a perlustrare gli affioramenti delle colline pisane in cerca dei reperti fossili: reperti che venivano regolarmente pagati dal nobile signore con poche monete dell'epoca.

## La biblioteca e le raccolte
Nonostante la scomodità dettata dai tempi, ma sostenuto da grandi possibilità economiche, Roberto Lawley creò una propria biblioteca, acquistò libri, pubblicazioni e iniziò a mettere insieme una collezione di gusci di conchiglie viventi. La sua raccolta annoverava un gran numero di gasteropodi terrestri e marini vissuti in epoca a lui contemporanea. I gasteropodi viventi gli permisero di coltivare l'interesse verso i fossili, aprendogli un mondo sconosciuto, ma facilmente reperibile dato che i suoi possedimenti terrieri si trovavano a Montecchio presso Calcinaia, in provincia di Pisa.

## Gli interessi per la paleontologia
A quel tempo gran parte della zona meridionale della provincia pisana era caratterizzata da un'incolta vastità di sedimenti marini che risalivano al Pliocene. Legami di amicizia con altri benestanti dell'epoca, soprattutto “nobili”, gli permisero di perlustrare le altrui proprietà alla ricerca dei fossili; terreni che spesso non erano dediti all'agricoltura, ma naturalmente erosi in seguito all'azione degli agenti atmosferici. Con il passare del tempo il suo interesse per la paleontologia lo coinvolse a tal punto che non si limitò a raccogliere solo conchiglie, ma qualsiasi forma di testimonianza di organismi marini vissuti quando le colline toscane erano sommerse dal mare. Pesci, denti di squali e anche resti di vertebrati fossili.

## Ritrovamenti degni di nota
Roberto Lawley perlustrando gli affioramenti fossiliferi di Orciano Pisano notò per terra uno strano oggetto che lo lasciò perplesso: anche lui lo raccolse consapevole di non aver mai osservato prima quella strana forma a tre punte.
In seguito a nuove ricerche sul territorio la sua collezione si arricchì di altri otto esemplari simili, anche se più o meno mutilati, ma tutti ugualmente conformati. Nel 1876 Lawley descrisse le caratteristiche di quei reperti da lui rinvenuti e ne pubblicò i disegni in un suo lavoro. Lo studioso terminò la sua accurata descrizione con queste testuali parole:
“Di questi denti ne possiedo due perfettamente completi, e sette più o meno mutilati, ma tutti ugualmente conformati, e riconoscibili: mi provengono tutti da Orciano, dove sembrano rarissimi. Per quanto io abbia osservato, non mi è stato possibile di vedere un dente simile ne' viventi, né rappresentato in disegno né di pesci né di rettili”
Roberto Lawley, pur non conoscendone la natura, per primo raffigurò e descrisse lo strano dente tricuspidato ignoto agli scienziati dell'epoca, ma gli eventi futuri che si sarebbero verificati da lì a poco, gli avrebbero riservato un triste destino. Roberto Lawley morì infatti senza avere la possibilità di sapere a quale specie fossero appartenuti quei denti, in quanto solo tre anni più tardi venne scoperto e descritto il primo esemplare attuale di Chlamydoselachus anguineus da Samuel Garman e solo sette anni più tardi James Davis, comparò e descrisse i denti trovati Lawley con quelli della specie attuale descritta da Garman, istituendo la nuova specie Chlamydoselachus lawleyi in onore del naturalista toscano.

## La morte inattesa
Camillo Gentiluomo, amico e collega di Roberto Lawley, pubblicò un articolo sul Bullettino della Società Malacologica Italiana raccontando la funesta verità degli eventi. Legato da una forte stima nei confronti di un uomo straordinario, con il linguaggio dell'epoca trascrisse le sensazioni vissute e ci lasciò queste parole in ricordo di un caro amico prematuramente scomparso.
“La sera del 9 luglio 1881 si spegneva in Montecchio presso Calcinaia (Toscana), una preziosa esistenza. Roberto Lawley, in quel giorno istesso, nella floridezza della sua salute, nel mentre attendeva al disbrigo delle sue faccende, colto da improvviso malore, ne restava vittima dopo sole tre ore, inani ed inefficaci affatto essendo riusciti tutti i soccorsi della scienza apprestatigli, che pure in larga copia e colla sollecitudine più unica che rara, gli vennero forniti dai medici accorsi. Impossibile narrare lo sgomento oltreché della famiglia, che ben si comprende, di tutti coloro che lo conoscevano. Egli era l'amico di tutti i buoni, il conforto dei poveri, il protettore di quegli che a lui dirigevasi. Nessuno in sul momento volea prestar fede alla funesta verità, che ratta qual folgore si muoveva da bocca a bocca e diffondevasi, lasciando nella costernazione, quanti ne venivano a cognizione”.

## Le collezioni scientifiche
Gran parte dei fossili raccolti da Roberto Lawley sono andati dispersi e i denti a tre punte non erano più visibili perché, insieme alla passione di una vita, erano svaniti dopo la sua morte. Fra gli angusti cassetti dei musei universitari, era presente solo una minima parte di ciò che aveva recuperato con costanza e dedizione nei sedimenti marini delle colline toscane. Notizie non ufficiali riportano che gran parte del materiale conservato presso Montecchio fu sottratto da un ufficiale dell'esercito tedesco durante la seconda guerra mondiale: accuratamente imballato e spedito in Germania come tanti altri tesori ed opere d'arte italiane.

## 130º anniversario della morte
In occasione del 130º anniversario della morte di questo illustre naturalista toscano, il 9 luglio 2011 il Museo geopaleontologico GAMPS ha pubblicato un libro sulla vita del naturalista e le sue scoperte, tra cui il ritrovamento dei denti fossili di Chlamydoselachus lawleyi, anche noto come squalo serpente preistorico, una specie fino ad allora sconosciuta .

## Alcune opere

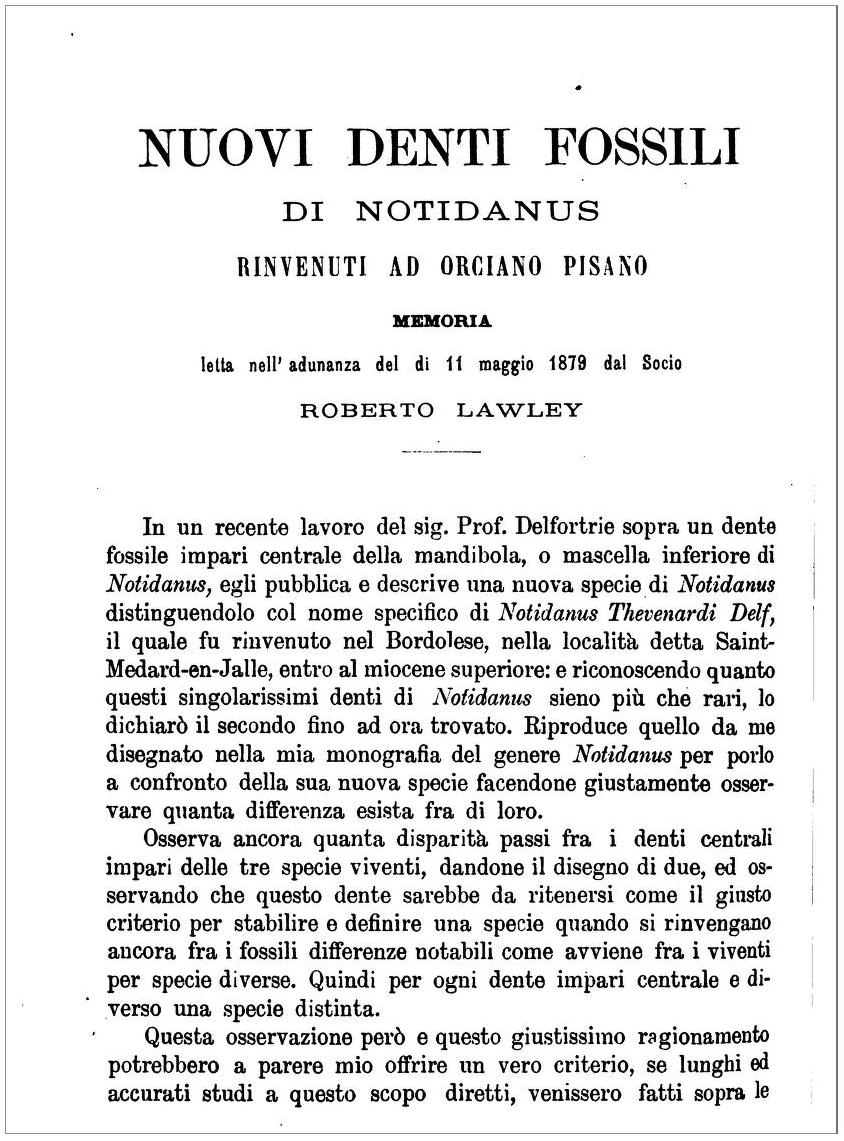
Roberto Lawley, 1879: Nuovi denti fossili di Notidanus rinvenuti ad Orciano Pisano.

- 1875: Dei resti di pesci fossili del pliocene toscano. Atti della Società Toscana di Scienze Naturali, Vol. I, pag. 59-66 - Letto il 31 maggio 1874. — Una copia in formato digitale può essere consultata liberamente su Archive.org.
- 1875: Alcune osservazioni sul genere Sphoerodus Agassiz. Atti della Società Toscana di Scienze Naturali, Vol. II, pag. 60-64 - Letto il 9 maggio 1875 — Una copia in formato digitale può essere consultata liberamente su Archive.org.
- 1875: Pesci ed altri vertebrati fossili del pliocene toscano. Letta all'adunanza della Società Toscana di Scienze Naturali. Pisa, Tipografia Nistri
- 1876: Nuovi studi sopra ai pesci ed altri vertebrati fossili delle Colline Toscane. Firenze. Tipografia dell'Arte della Stampa.
- 1877: Monografia dei resti fossili del genere Notidanus rinvenuti nel Pliocene subappennino toscano. Atti della Società Toscana di Scienze Naturali, Vol. III, pag. 57-76 — Una copia in formato digitale può essere consultata liberamente su Archive.org.
- 1877: Confronti di una mascella di Carcharodon lamia Rond. coi denti di Carcharodon fossili trovati nelle colline toscane. Atti della Società Toscana di Scienze Naturali, Vol. III, pag. 330-336 — Una copia in formato digitale può essere consultata liberamente su Archive.org.
- 1877: Resti di una Oxyrhina rinvenuta alle case bianche presso le Saline di Volterra. Atti della Società Toscana di Scienze Naturali, Vol. III, pag. 337-340 — Una copia in formato digitale può essere consultata liberamente su Archive.org.
- 1877: Resti di Felsinoterium forestii Cap. trovati presso Volterra Atti della Società Toscana di Scienze Naturali, Vol. III, pag. 341-342 — Una copia in formato digitale può essere consultata liberamente su Archive.org.
- 1877: Confronto dei denti fossili che si trovano nelle colline toscane con la dentizione della Oxyrhina spallanzanii Bonp. vivente nel Mediterraneo. Atti della Società Toscana di Scienze Naturali, Vol. III, pag. 343-349 — Una copia in formato digitale può essere consultata liberamente su Archive.org.
- 1879: Nuovi denti fossili di Notidanus rinvenuti ad Orciano Pisano. Atti della Società Toscana di Scienze Naturali, Vol. IV, pag. 196-202 — Una copia in formato digitale può essere consultata liberamente su Archive.org.
- 1879: Resti fossili della selache [Cetorhinus auratus] trovati a Ricava presso Santa Luce nelle colline pisane. Atti della Società Toscana di Scienze Naturali, Vol. IV, pag. 105-110 — Una copia in formato digitale può essere consultata liberamente su Archive.org.
- 1881: Selache manzonii n. sp. – Dente fossile della molassa miocenica del monte Titano (Rep. San Marino). Atti della Società Toscana di Scienze Naturali, Vol. IV, pag. 167-172 — Una copia in formato digitale può essere consultata liberamente su Archive.org.
- 1881: Studi comparativi sui pesci fossili coi viventi dei generi Carcharodon, Oxyrhina e Galeocerdo. Tipografia T. Nistri – Pisa. — Una copia in formato digitale può essere consultata liberamente su Archive.org.

## Alcune specie istituite o dedicate a Roberto Lawley
- Balaenotus lawleyi Capellini, 1876 nomen nudum
- Chlamydoselachus lawleyi Davis, 1887
- Etruridelphis giulii (Lawley, 1876)
- Mesoplodon danconae (Lawley, 1876) nomen dubium
- Mesoplodon lawleyi (Capellini, 1885) nomen dubium
- Mesoplodon meneghinii (Lawley, 1876) nomen dubium
- Notorynchus lawleyi (Cigala Fulgosi , 1983)
- Tetraodon lawleyi (Carraroli, 1897)